# Amblyseius paulofariensis
Amblyseius paulofariensis är en spindeldjursart som beskrevs av Demite, Lofego och Fabiola Feres 2007. Amblyseius paulofariensis ingår i släktet Amblyseius och familjen Phytoseiidae. Inga underarter finns listade i Catalogue of Life.